# Gimcheon-Arena
Die Gimcheon-Arena ist eine große Sporthalle in Gimcheon, Gyeongsangbuk-do, Südkorea. Die Halle wurde am 31. Mai 2005 eröffnet. 
Die Arena wurde bis 2015 nicht durch eine Mannschaft genutzt. Erst mit den Frauenvolleyballteam Gyeongbuk Gimcheon Hi-pass, welches 2015 einzog, wird die Arena regelmäßig genutzt. 